# Sonja Schlesin
Sonia Schlesin (Moscú, 6 de junio de 1888 - Johannesburgo, 6 de enero de 1956) fue una sudafricana conocida por su trabajo con Mohandas Gandhi mientras este vivió en Sudáfrica. Comenzando su servicio a la edad de 17 años como su secretaria, deprisa ascendió hasta ser la persona de confianza de Gandhi y tener poder decisivo dentro de tanto el bufete como el movimiento sociopolítico que el mismo dirigía cuando aún no había llegado a la mitad de su tercera década de vida. 

## Biografía
Nacida en 1888 en una familia judía en Moscú, Schlesin emigró a Sudáfrica con sus padres Isidor Schlesin y Helena Dorothy Rosenberg en 1892. Ya cuando tenía 15 años, se había matriculado en la Universidad del Cabo de Buena Esperanza, ciudad en la cual vivía con su familia. Fue recomendada para un empleo por el arquitecto Hermann Kallenbach a un abogado indio inmigrante llamado Mohandas Gandhi. Kallenbach la describió como sincera y lista, llena de malicia e impetuosa. Gandhi quedó tan impresionado por Schlesin y su velocidad en taquigrafía, que le ofreció un sueldo generoso, el cual ella rechazó por una cantidad más modesta sugerida por Kallenbach. Schlesin le dijo a Gandhi que quería trabajar para él porque apoyaba su trabajo, y no por el dinero que le ofrecía.
En su lucha por mejorar los derechos de los trabajadores de color, Gandhi tomaría para sí muchas y complejas tareas administrativas. En 1904, persuadió a las autoridades a proveer nuevas residencias a los trabajadores de las minas de oro del Transvaal, en las cuales la peste estaba haciendo estragos. Gandhi se había dedicado a resolver el problema y el equipo de su bufete había sido reasignado para atender a los pacientes. Las casas viejas de los trabajanadores tuvieron que ser quemadas, y los afectados sólo disponían del poco dinero que habían enterrado a modo de ahorro. Gandhi se convirtió en su banquero y tomó un total de £60.000. Todo este dinero necesitaba ser registrado y contado para poder devolverlo unos años después.

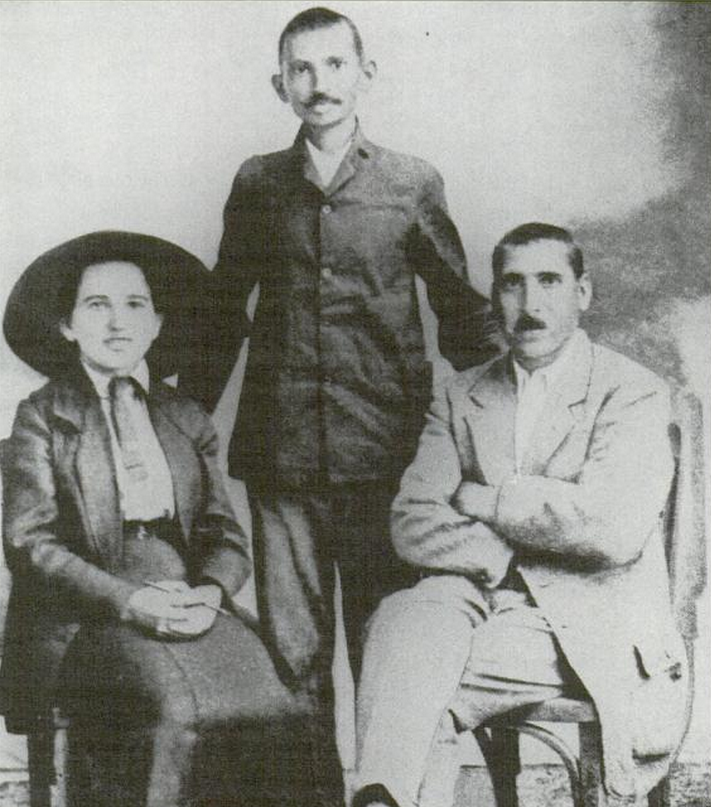
Schlesin, Gandhi y Kallenbach justo después de la Gran Marcha en 1913

En 1908, el gobierno sudafricano introdujo la "Ley de Restricciones", la cual incluía más discriminaciones y llegó a ser conocoda como la "Ley Negra". Fue Schlesin quien escribió un discurso para ella misma y que lo dio a 2.500 manifestantes y le pidió a sus padres permiso para leerlo públicamente. Al final, fue Gandhi quien lo leyó, pero fue el discurso de Schlesin el que retó a las personas "a dejar todo, hasta la misma vida, por la causa noble del país y la religión". La comunidad china le otorgadó a Schlesin un reloj de oro y la comunidad india le dio diez libras. Schlesin comenzó a fumar y a vestir corbata y se adoptó un peinado de cabello corto. También incluyó a los votantes como ejemplos de protesta en los discursos que escribió. Su hábito de fumar llevó a Gandhi a abofetearla cuando lo hacía en su presencia.
Schesin fue premiada por Gandhi con una propuesta para registrarla como asistente y aspirante a abogada, pero su aplicación fue rehusada debido al género de Schlesin. En abril de 1909, el Tribunal Supremo en Pretoria "declinó alejarse de la práctica universal, la cual impedía la admisión de mujeres como abogados…"
En ese mismo año, Schlesin se convirtió en la secretaria de la Asociación de Mujeres Indias del Transvaal, ya que no había mujeres indias educadas que pudieran tomar este cargo. Gandhi fue a Londres ese año y dejó sus asuntos confiadamente bajo el cargo de Schlesin. Le fueron confiadas grandes sumas de dinero y la confianza para tomar decisiones ejecutivas a pesar de su edad.

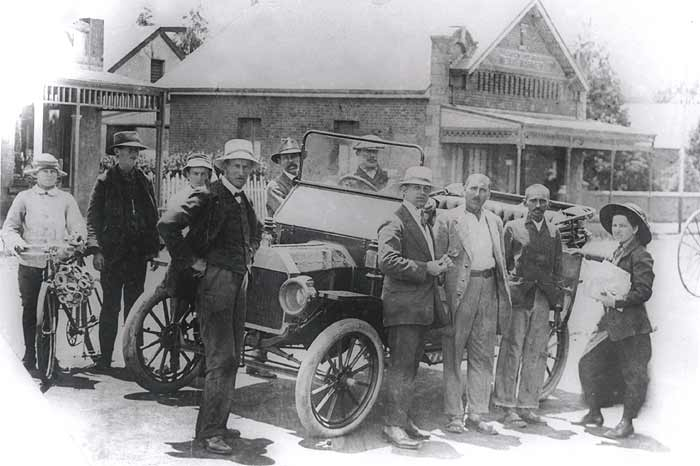
Hermann Kallenbach, Gandhi y Sonja Schlesin y otros (a la izquierda) después de su plazo de prisión en 1913

Cuando Gopal Krishna Gokhale visitó Sudáfrica el 22 de octubre de 1912 para participar en discusiones políticas a lo largo del país durante seis semanas, fue acompañado por Gandhi. Gokhale decía que la principal razón de su visita era lograr convencer a Gandhi de regresar a la India. Gandhi le pidió a Gokhale que estudiara al liderazgo indio actual y a las personas que había conocido en Sudáfrica. La valoración de Gokhale fue muy cuidadosa e hizo hincapié en particular en Schlesin por su excepcional talento, energía, capacidad y servicio en el equipo de Gandhi. Su dedicación a Gandhi y a su labor iba más allá de los riesgos que ella podría correr al ser mujer, blanca y judía trabajando para un hombre inmigrante de la India.
En 1913, Gandhi guio a mineros sudafricanos en huelga a una gran marcha para protestar sus condiciones de trabajo y la falta de respeto mostrada a ellos. Esto fue una rápida movida, ya que Gandhi se apoyaba en sus propios medios económicos y la buena voluntad de la comunidad para prevenir que los huelguistas pasaran hambre. La huelga fue escenificada en respuesta a impuestos creados específicamente para los mineros indios que rechazaban dejar Sudáfrica luego de la finalización de su contrato. El apoyo de Kallenbach y Schlesin fue instrumental debido a su capacidad de capitalizar sus "credibilidad como blancos" para obtener apoyo de la comunidad blanca angloparlante del país, mientras que a la vez usar ese estatus como protección contra un posible de arresto y procesamiento legal.

## Luego de Gandhi
Gandhi regresó a Gran Bretaña en 1914 y Schlesin decidió quedarse en Sudáfrica a pesar del profuso agradecimiento del mismo en cenas de despedida organizadas en Ciudad de Cabo, Johannesburgo y Durban. Schlesin se matriculó en el Colegio Universitario de Johannesburgo (que luego pasaría a ser la Universidad de Witwatersrand) con un préstamo que le consiguió Gandhi. Ya en 1924 había obtenido dos títulos universitarios, una Licenciatura y una Maestría en Humanidades, respectivamente, de la Universidad de Witwatersrand. Schlesin se convertiríaen una excéntrica pero bien respetada profesora de latín en un instituto en Krugersdorp por más de 20 años, con sólo dos estudiantes habiendo reprobado su curso. A pesar de este registro, nunca fue promovida y esto se puede haber debido a fricciones con las autoridades de la facultad. Schlesin se mantuvo apegada sus creencias y asombró a sus alumnos al regresar los regalos que le obsequiaban en ocasión de Navidad.
Schlesin se registró en la Universidad de Natal en 1953 para estudiar derecho, pero no completó sus estudios debido a sus problemas de salud y los de su hermana Rose. Schlesin Murió en Johannesburgo en 1956, y sus cenizas fueron colocadas en una pared de remembranza en el Cementerio Braamfontein de Johannesburgo.
Gandhi escribió sobre ella térmimos brillantes en su autobiografía, notando su capacidad de trabajar noche y día sin prejuicio o favor. Trabajaba sin necesidad de ser supervisada y pedía poca recompensa y "durante los días del Satyagraha, cuando casi todos los dirigentes del movimiento estaban en prisión, ella dirigió el movimiento sin ayuda de nadie".